# Boileau (Quebec)
Boileau es un municipio canadiense situado en la provincia de Quebec.

## Superficie
Boileau tiene una superficie de 134,08 km².

## Demografía
En 2021, tenía 405 habitantes, una densidad poblacional de 3 hab./km², y 406 viviendas.